# Пітео (комуна)
Комуна Пітео (швед. Piteå kommun) — адміністративно-територіальна одиниця місцевого самоврядування, що розташована в лені Норрботтен у північній Швеції на узбережжі Ботнічної затоки.
Пітео 28-а за величиною території комуна Швеції. Адміністративний центр комуни — місто Пітео.

## Населення
Населення становить 41 086 чоловік (станом на вересень 2012 року). 
| Кількість населення комуни Пітео за 1970-2010 роки | Кількість населення комуни Пітео за 1970-2010 роки | Кількість населення комуни Пітео за 1970-2010 роки | Кількість населення комуни Пітео за 1970-2010 роки | Кількість населення комуни Пітео за 1970-2010 роки |
| -------------------------------------------------- | -------------------------------------------------- | -------------------------------------------------- | -------------------------------------------------- | -------------------------------------------------- |
| Рік                                                |                                                    |                                                    | Населення                                          |                                                    |
| 1970                                               | 1970                                               |                                                    | 32 800                                             | 32 800                                             |
| 1975                                               | 1975                                               |                                                    | 35 547                                             | 35 547                                             |
| 1980                                               | 1980                                               |                                                    | 38 402                                             | 38 402                                             |
| 1985                                               | 1985                                               |                                                    | 38 870                                             | 38 870                                             |
| 1990                                               | 1990                                               |                                                    | 40 034                                             | 40 034                                             |
| 1995                                               | 1995                                               |                                                    | 40 923                                             | 40 923                                             |
| 2000                                               | 2000                                               |                                                    | 40 363                                             | 40 363                                             |
| 2005                                               | 2005                                               |                                                    | 40 873                                             | 40 873                                             |
| 2010                                               | 2010                                               |                                                    | 40 892                                             | 40 892                                             |
| Джерело: SCB                                       |                                                    |                                                    |                                                    |                                                    |

## Населені пункти
Комуні підпорядковано 14 міських поселень (tätort) та низка сільських, більші з яких:
- Пітео (Piteå)
- Берґсвікен (Bergsviken)
- Росвік (Rosvik)
- Норрф'єрден (Norrfjärden)
- Гортлакс (Hortlax)
- Євре (Jävre)
- Лілльпіте (Lillpite)
- Беле (Böle)

## Міста побратими
Комуна підтримує побратимські контакти з такими муніципалітетами:
- Гріндавік, Ісландія
- Кандалакша, Росія
- Сен-Бартелемі, Франція

## Галерея

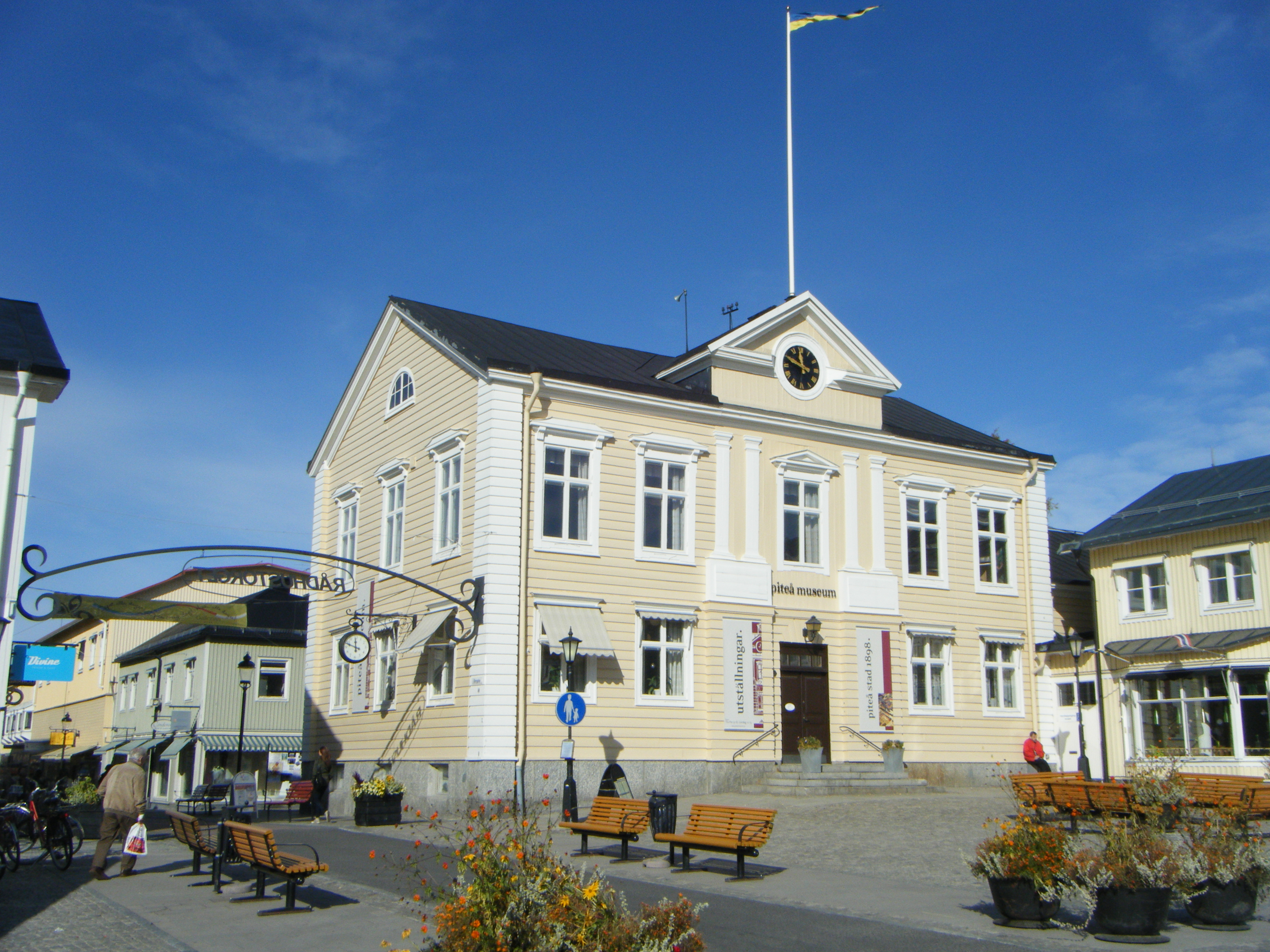
Музей (Пітео)
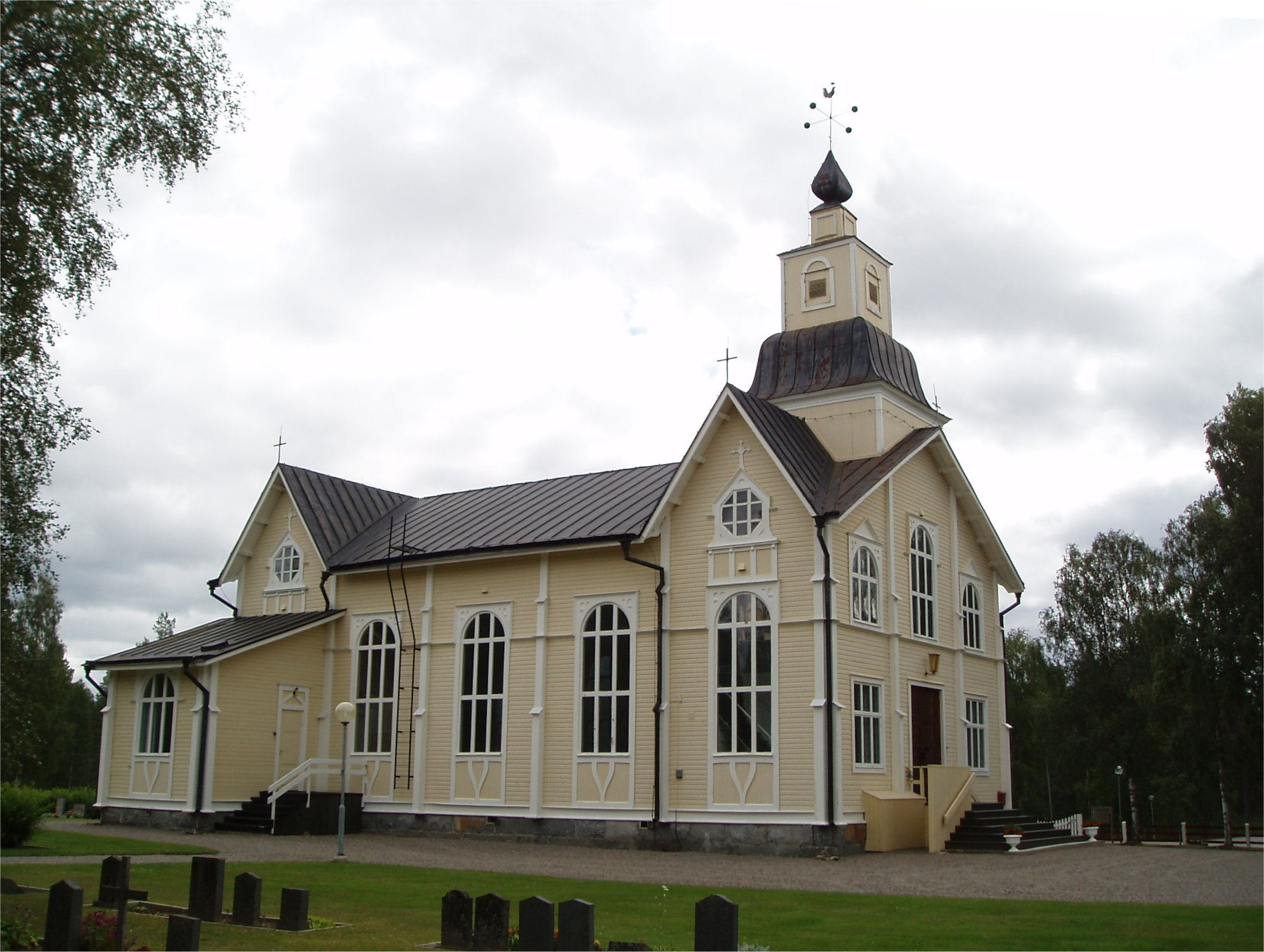
Церква (Лонґтреск)
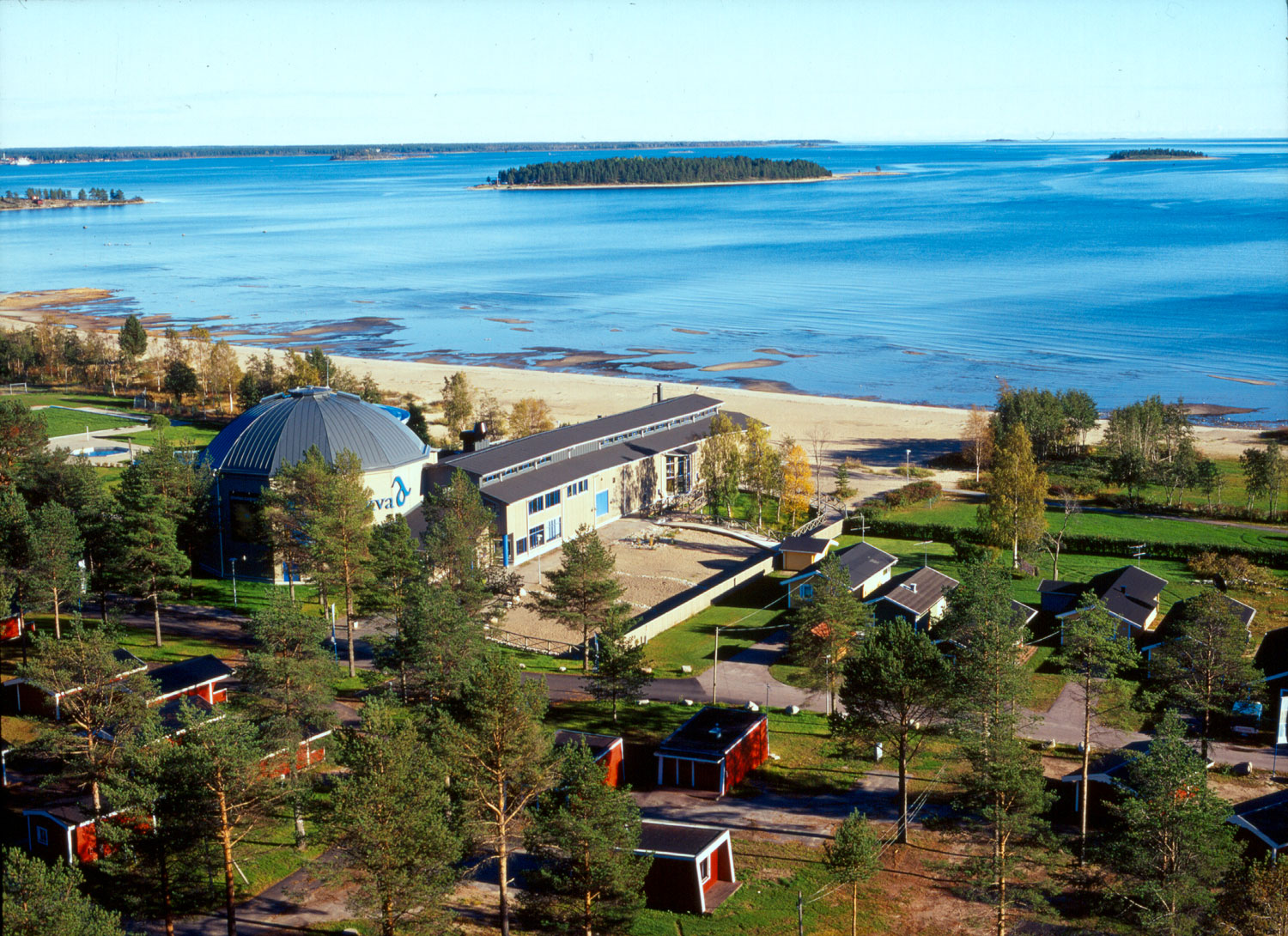
Аквапарк у Пітео

## Виноски
1. ↑  https://web.archive.org/web/20170307124309/http://www.pt.se/nyheter/pitea/roslund-lamnar-sin-post-10239178.aspx
2. ↑  http://www.svt.se/nyheter/lokalt/norrbotten/valet-klart-piteas-kommunalrad
3. ↑  https://pt.se/nyheter/pitea/artikel/gamla-minnen-i-stadshuset/reyeg10j
4. ↑  https://www.ltu.se/research/akh/Hedersdoktorer/Anders-Sundstrom-teknologie-och-filosofie-hedersdoktor-2021-1.212109
5. ↑  Folkmangd i riket, lan och kommuner (шв.) . Центральне бюро статистики Швеції. Архів оригіналу за 20 серпня 2013. Процитовано 13 лютого 2013.